# Borja Llarena
Borja Manuel Llarena Barroso (Santa Cruz de Tenerife, España, 17 de mayo de 1999), más conocido como Borja Llarena, es un futbolista español que actúa como delantero. Juega en Akritas Chlorakas de la Segunda División de Chipre.

## Trayectoria deportiva
El delantero tinerfeño llegó a la disciplina del C. D. Tenerife en la temporada 2011-12, procedente del Cardonal Laguna. Desde entonces, se formaría en el conjunto tinerfeño, viendo recompensado su trabajo durante siete campañas en el club con sus primeros minutos en Segunda División de España, el 21 de enero de 2018 frente al F. C. Barcelona B en una derrota en casa por 3-1.
De esta manera, Borja Llarena fue en el segundo futbolista procedente de la cantera que debutó en la temporada 2017-18, después de que Brian Martín viviese idéntico momento a principios de temporada. En la misma temporada, el atacante isleño fue partícipe de la buena dinámica del Juvenil A, dirigido por Cristo Marrero, en División de Honor, donde sería uno de los máximos anotadores de la categoría. Además, el entrenador del C. D. Tenerife B, Leandro Cabrera Mazinho, también contaría con los servicios del jugador en Tercera División.
En la temporada 2018-19 alternó partidos en la primera plantilla del C. D. Tenerife con actuaciones en el filial. En la temporada 2020-21, Borja Llarena firmó por el Club Deportivo Marino de la Segunda División B cedido por el Club Deportivo Tenerife.
El 26 de agosto de 2021, volvió a ser cedido, esta vez al U. E. Costa Brava de la Primera División RFEF. Tras ser cancelada la cesión con el U. E. Costa Brava, se unió al club Sociedad Deportiva Gernika Club otra vez cedido donde solo jugó 6 partidos debido a una larga lesión. Tras acabar contrato con el Club Deportivo Tenerife, quedó sin equipo hasta que el 27 de octubre de 2022 se incorporó a la U. D. Las Palmas para jugar en su filial de Tercera Federación. Estuvo en la disciplina del filial amarillo durante la temporada 2022-2023, donde en el tramo final logró ayudar al equipo con cuatro goles tras llegar de sufrir una lesión. En septiembre de 2023, firma por el Akritas Chlorakas de Chipre.

## Clubes
| Club                            | País   | Temporada | Parts. | Goles |
| ------------------------------- | ------ | --------- | ------ | ----- |
| Club Deportivo Tenerife B       | España | 2017-2018 | 20     | 10    |
| Club Deportivo Tenerife         | España | 2018-2020 | 6      | 0     |
| Club Deportivo Marino           | España | 2020-2021 | 32     | 2     |
| Unió Esportiva Costa Brava      | España | 2021      | 4      | 0     |
| Sociedad Deportiva Gernika Club | España | 2022      | 6      | 0     |
| Las Palmas Atlético             | España | 2022-2023 | 15     | 4     |